# Carex nebularum
Carex nebularum är en halvgräsart som beskrevs av Rodolfo Amando Philippi. Carex nebularum ingår i släktet starrar, och familjen halvgräs. Inga underarter finns listade i Catalogue of Life.